# 駄知町
駄知町（だちちょう）は、岐阜県土岐郡にあった町である。1955年2月1日に笠原町を除く土岐郡の8町村が合併し土岐市となる。
現在の土岐市駄知町地区。美濃焼の産地で丼の生産を得意とする。土岐市制施行時、駄知に市役所が設置された。

## 地理
- 河川：肥田川

## 歴史

### 沿革
- 1502年（文亀2年）【この年】美濃国土岐郡駄智村が成立していたという記録が残っている（「土岐明智頼尚所領譲状」）。
- 1889年（明治22年）7月1日 - 町村制により土岐郡駄知村が村制施行。
- 1909年（明治42年）10月11日 - 土岐郡駄知村が町制施行し駄知町となる。
- 1923年（大正12年）1月22日 - 駄知鉄道（現東濃鉄道前身）土岐津（現 土岐市駅）・駄知間開業。
- 1955年（昭和30年）2月1日 - 肥田村・泉町・土岐津町・下石町・妻木町・鶴里村・曽木村と合併し土岐市となる。

土岐市への合併の経緯は、土岐市の合併の経過を参照
合併後駄知町役場が土岐市役所となる。その後旧土岐郡役所跡に市役所が移転し、土岐市役所駄知支所が開設される。

## 教育

### 高等学校
- 岐阜県立土岐商業高等学校駄知分校 （土岐商業高等学校の夜間定時制の分校

### 中学校
- 駄知町立駄知中学校（現・土岐市立駄知中学校）

### 小学校
- 駄知町立駄知小学校（現・土岐市立駄知小学校）

## 交通
- 東濃鉄道駄知線（1974年、廃止）
  - 駄知駅 - 東駄知駅

## 電気
駄知町は町営で電気事業を始めた。1912年（明治45年）2月事業許可を受け、土岐川に水力発電所（出力50kw）を建設し、1913年（大正2年）5月より事業を開始した。

## 出身有名人（土岐市市制後も含む）
- 神奈月（お笑い）
- 酒井敏也（俳優）
- 塚本連平（テレビドラマ演出家）
- 尾関伸次（俳優）